# 2018年浦項地震

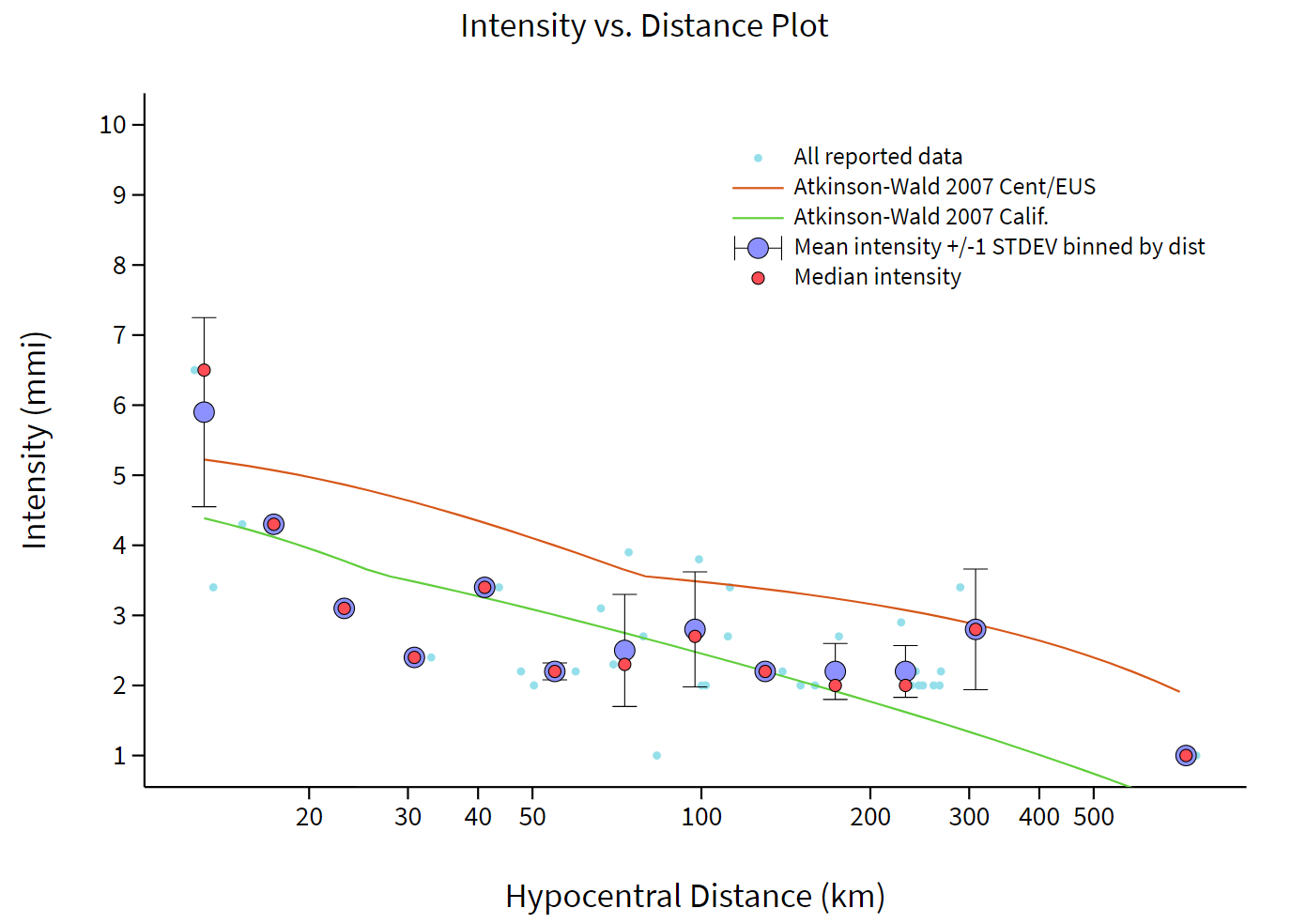
本次地震烈度与震中距关系分布图

2018年浦項地震是指2018年2月11日5时03分04秒发生于韓國庆尚北道浦项市北区的地震，是2017年浦项地震的余震。其震中位于韓國慶尚北道浦項市北區西北6公里，震源深度约10千米，地震规模为Mw 4.7级。本次地震共造成43人受伤。

## 构造背景
朝鲜半岛的地震记载可以追溯到公元1世纪。在高丽王朝时期和朝鲜王朝时期以后，地震历史记录逐渐详细和完整。根据日本学者的早期研究结果以及朝鲜学者的研究结果，共有1843次地震记载于历史资料和民间传说中。自2016年起，韩国的地震活动开始活跃。如2016年9月12日发生的庆州地震和2017年11月15日的浦项地震。这两次地震均为朝鲜半岛1978年以来规模最大的两次地震。尤其是在2017年浦项地震震后，大韩民国气象厅召开记者会表示此次地震使得韩国不再是地震安全带，未来应重新针对断层进行侦测与监控，同时也要了解核电厂是否符合抗震安全规格，而本次地震即是2017年浦项地震的余震。

## 观测研究
美国地质勘探局正式测定，本次地震发生于2018年2月11日5时03分03秒，震中位于韓國慶尚北道浦項市北區西北6公里（北纬36.088度，东经129.307度），震源深度约10千米（±1.8千米），地震规模为Mw 4.7级、Mb 4.9级，同时认定本次地震是一次逆断层事件。韩国气象厅同日测定，本次地震发生于2018年2月11日5时03分03秒，震中位于北纬36.08度，东经129.33度，地震规模为4.6级，震源深度约14千米。日本气象厅测定，本次地震发生时间为2018年2月11日05时03分02秒，震中位于北纬36度5分，东经129度27分，规模为Mj 4.6级，震源深度约4千米。
此次地震發生後，韓國氣象廳表示此起地震為去年同區地震的餘震，而此次地震為去年地震後時隔三個月所發生的唯一規模超過4级的餘震。此起地震後，韓國氣象廳有關人員表示，在浦項仍不斷觀測到有規模不一的晃動。韓國氣象廳表示，浦項地區自去年11月15日主震後發生的餘震共達84次，其中規模在2.0级至3.0级的為76次，3.0级至4.0级的為6次，4.0级至5.0级的為2次。
延世大學地球科學系洪大慶教授表示，最近經常在浦項發生的餘震有點不尋常，綜觀來看，整體地殼能量累積在新的地方。而有專家表示，在三個月內發生规模超過4级的餘震並不正常，後續恐發生更強烈的地震，同時呼籲政府應建立快速且有效的警報系統。先前在花蓮經歷當地地震的韓國釜山大學地質系教授孫雯表示，造成浦項地震的斷層在未來三個月都有可能會發生其他餘震。對此，韓國氣象廳則表示餘震可能會持續數個月。国立韩国师范大学地球科學教育系景才福教授表示，去年的地震不像其他位於地震帶的國家一樣在短期間內發生規模較大的餘震，但觀測整個活動地區的應力及相關狀況，不能排除是新的地震序列。全北大學地球與環境科學系吳昌桓教授表示，慶尚南道為地震多發的「活性斷層」地區，此斷層可能會因為地震變得活躍，因此不能排除朝鮮半島可能跟其他地區一樣發生變化，也因此不能排除此次地震是新的地震序列的前兆。
| 烈度情况 | 烈度情况             |
| 烈度     | 地区                 |
| -------- | -------------------- |
| V        | 庆尚北道             |
| IV       | 蔚山广域市           |
| III      | 庆尚南道、大邱广域市 |

## 震害情况
此次地震剛發生時，韓國氣象廳表示並未收到任何灾情报告。隨後，當地消防部門接獲大量通報，表示韓國氣象廳並未推送緊急警報廣播，韓國氣象廳則表示，由於系統推播出現技術性問題，在地震發生過後5分鐘即已發送緊急警報廣播。
首尔等多地有震感。有浦项市民称睡梦中被惊醒，整个公寓都在震动。距离震区300公里处的仁川广域市，也接到多起市民的震感报告。浦項市災防中心表示，截至12日下午5時，此起地震共造成43人受傷，4名住院觀察，其餘39名就醫後返家，其中22人為浦項工科大學的學生，22名學生有2名學生接受住院治療，其餘20名學生就醫後回家，共超過百名民眾被疏散到臨時收容中心。地震發生後，許多浦項市居民離開家中，逃至體育館等地避難，還有部分居民躲在車上，或乾脆開車前往其他地區，而有居民因擔心有其他餘震發生，便開車進入高速公路，造成附近高速公路塞車長達2小時。美國地質調查局表示，這次地震預料會在震央附近，造成牆壁出現裂縫，或者商場貨架倒塌等小規模災情。但不會引發海嘯。不过2018年平昌冬奥会未受此次地震影响，但在冬奥会报道的不少记者都收到了用韩语发布的短信警告。文化體育觀光部表示，此次奧運會的比賽場館的設計都有通過防震檢測，開閉幕之場館亦有抗震設計。在庆尚北道浦项市，一座楼宇的墙体脱落。據通報，佛教文化遺產寶鏡寺遭此起地震破壞，文化體育觀光部則表示已派員前往該處確認情況並評估相關損害情形。
韓國電力公社表示核電廠並未受到此次地震影響。此次地震共造成有37起牆壁磁磚脫落、2起公寓電梯異常、14起大門、圍欄、水管破裂，韓國教育部表示有學校牆壁產生裂縫和天花板脫落，亦針對浦項地區的學校進行進一步調查。截至12日下午，韓國教育部表示共有16所學校受損，直接損失粗估計算為8.7億韓元，而韓國教育部表示已經派出了二十多名技術人員對當地受災學校進行聯合檢查。
此次地震後，慶尚北道廳及浦項市政府在震災收容所提供了160個緊急救急裝置，並設置了60個帳篷供受災戶使用。大韓紅十字會在此次地震後派出12名心理諮商師及28名志工前往震災收容所，並提供800份餐點及生活必需品供受災戶使用。韓國郵政表示，此起地震造成浦項地區有五處郵局受損，其中有一處郵務所水管破裂，目前將以緊急郵件做為優先處理，並預計在2月13日前完成緊急維修。郵政局長姜成菊訪問了浦項地區的郵局，表示浦項地區的郵局將在農曆年前提供當地居民免費的茶和杯麵使用。由於此次地震發生於農曆新年前夕，部分民眾在震後持續感到焦慮，韓國政府表示將會在新年期間繼續提供心理諮商服務。
浦項市副市長表示將在60天內召開地震損害調查標準會議，並建立損害調查的標準和製度。慶尚北道廳則表示正以243億韓元進行地震防災事業，包含改善公共建築的抗震能力、改進地震疏散系統及製造逃生指示與說明書等措施。
在美国地质勘探局设立的互联网强度调查页面中，通过收集到的震感报告，测算出本次地震的最大烈度为7度（VII）。

## 事後檢討
韓國氣象廳在此次地震並未及时推送緊急警報廣播，引起民眾大量不滿，經環境部調查發現，此次緊急警報廣播是因為防火牆設置不當所致，在發現問題後已做好完善的調適，韓國氣象廳則稱可能是近期與國防部等部門進行建立跨部門平台所致。韓國政府原先預計以「大部分受災戶都已經搬離」為由，結束營運去年地震所開設之2處的震災收容所，但在此次地震後遭當地居民表示強烈反對。而在本次地震发生之前，由于在2017年浦项地震后居民安置工作进展持续缓慢，仍有32%居民住在避难所，无法回归正常生活。浦項市政府於2月12日表示，暫定建設27所組合屋供11月15日浦項地震及此次地震的受災戶使用，預計將會在2月底完成遷入，目前亦針對受災戶建立33戶的社會住宅，同時也啟動長期照護計畫建設「希望養老院」。
韓國即將於6月舉辦地方公職選舉，正在積極準備參選慶尚北道廳廳長的國會代表李基宇表示，慶尚北道的抗震狀況與全國平均值相近，但若需要有效防災則須採取更多安全措施，如提升抗震設計比例。浦項市長李康德表示，當地政府已接獲超過100起房屋損壞通報，將會派員進行實地調查，以利政府單位協助申請國家賠償，為了彌平受災戶的不滿，將延長申請期限兩個月。國會代表金光琳譴責韓國總統文在寅聚焦在平昌冬奧，並表示震災收容所物資缺乏，將會盡其為國會代表之身分協助受災戶重建家園。
韓國科學技術情報通信部部長兪英民表示，浦項工科大學的「浦項加速器實驗室」應該要建立地震預警系統，而該校則回應實驗室有進行抗震設計。慶尚北道廳廳長金寬容表示，美國、日本、台灣等國都有設置專責研究地震的機構，用以防範地震所帶來的傷害，因此強烈呼籲韓國中央政府也應設置類似的研究機構。浦項市長李康德表示，將會在短時間內調查可能導致地震的活斷層，並盡力協助災民重建家園。韓國國會議長丁世均在視察災害現場時表示，將在下一個會期重新檢視韓國的防災制度並推動針對地震災害的都市更新，同時連同會勘的秘書等工作人員捐出7548萬韓元。慶尚北道警政廳長金尚恩表示，警政廳對於天災的部分會持續維護現場治安，也會繼續做好日常預防犯罪的工作。